# Charles Kerlee

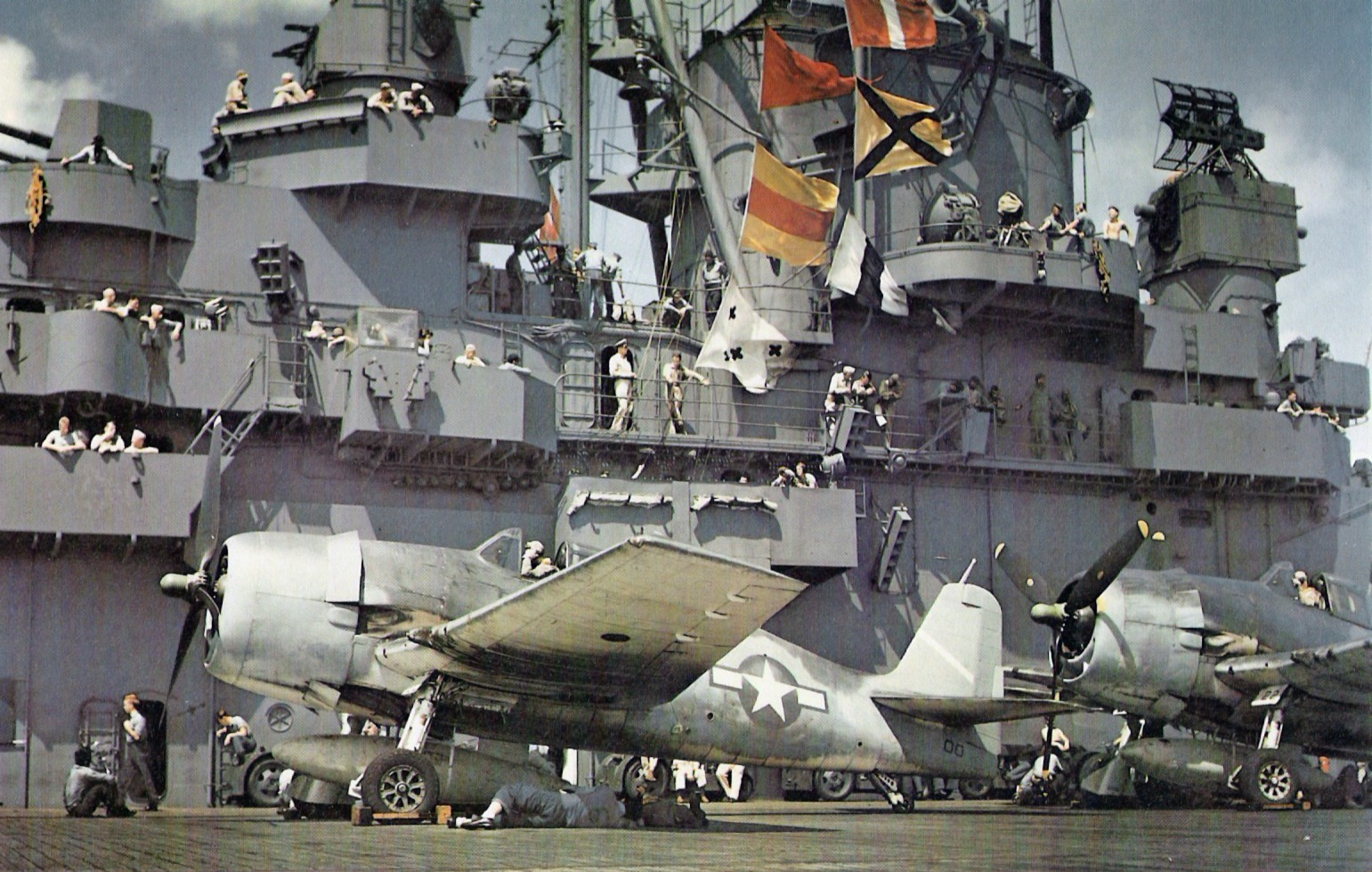
Letouny Grumman F6F Hellcat na lodi USS Yorktown (CV-10), 1943

Charles E. Kerlee byl americký fotograf, který během druhé světové války pracoval pro Fotografický útvar letectva vojenských námořních sil (Naval Aviation Photographic Unit), který vedl Edward Steichen.

## Život a dílo
Krátce poté, co Japonsko zaútočilo na Pearl Harbor, přijal jej Edward Steichen do Fotografického útvaru letectva vojenských námořních sil. Tato skupina dokumentovala a propagovala svou činnost v oblasti letectví a Steichen do ní přijímal ty nejtalentovanější fotografy.
Desítky jeho negativů jsou v archivu National Archives and Records Administration, spadají do kategorie public domain a jsou k dispozici na úložišti obrázků Wikimedia Commons.

## Galerie

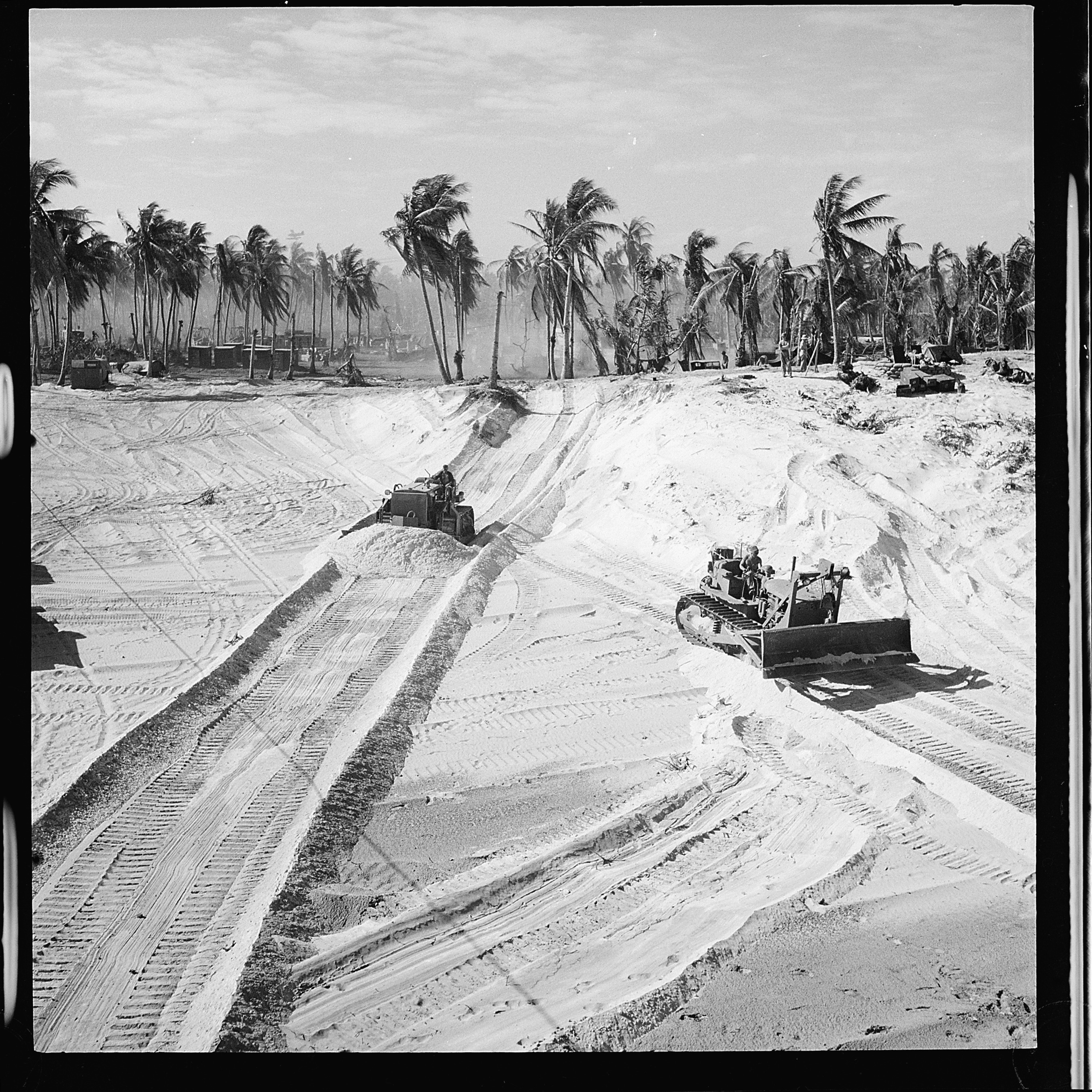
Z archivu NARA
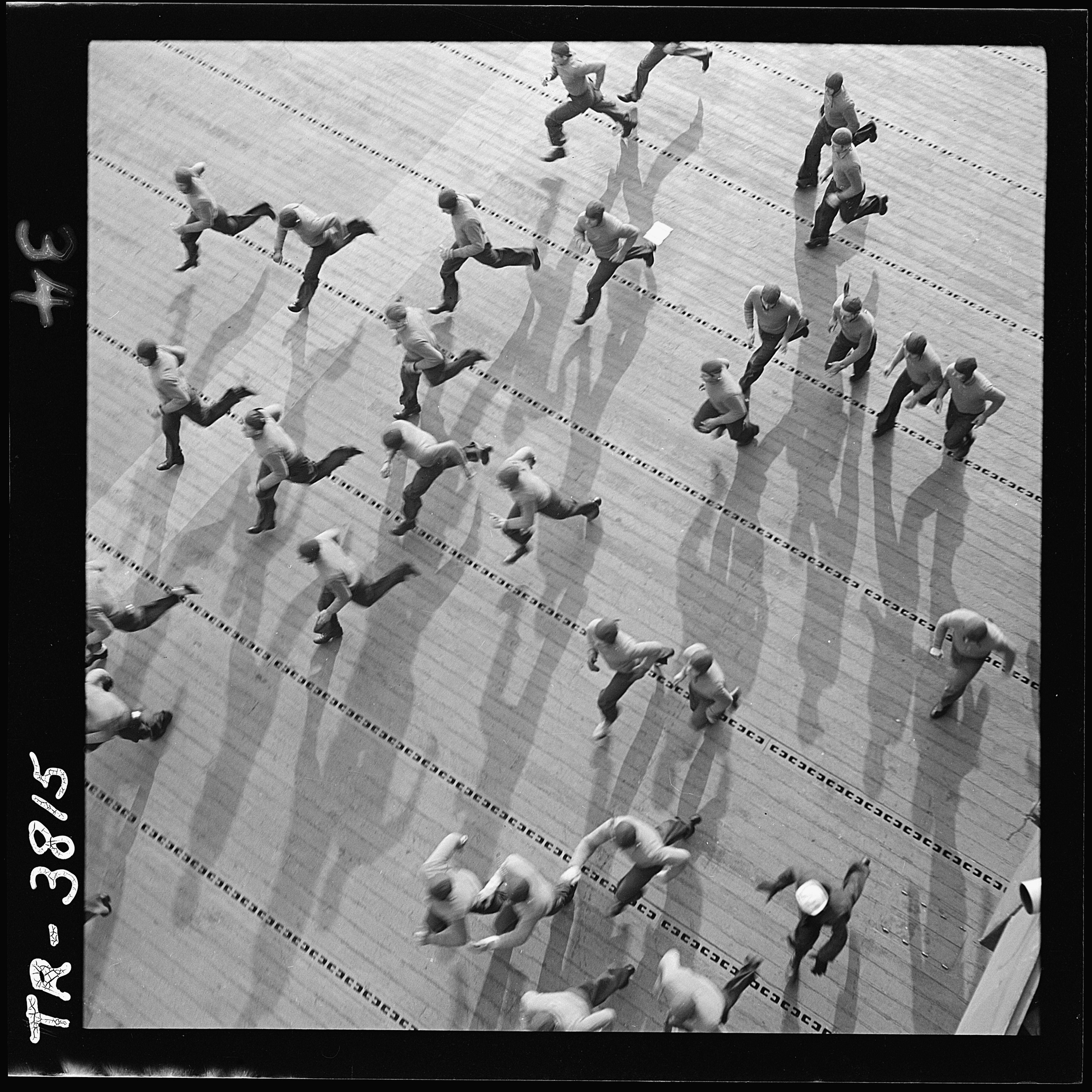
Členové posádky lodi USS Yorktown (CV-10) se přemisťují na své pozice, květen 1943, archiv NARA. Diagonální kompozice, protisvětlo, čtvercový formát.
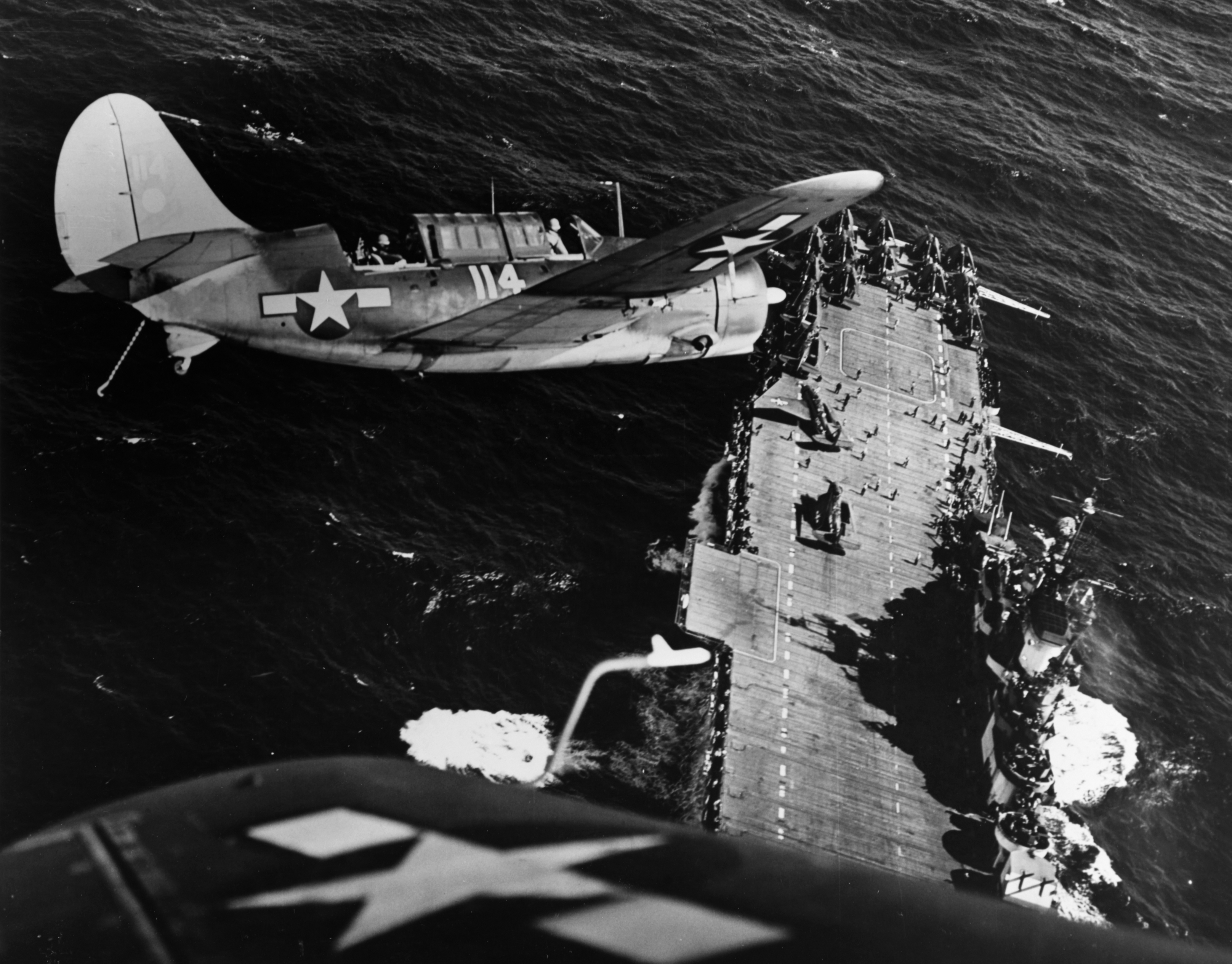
Dva letouny Curtiss SB2C-3 Helldiver nad lodí USS Hornet, 1945